# NASA Infrared Telescope Facility

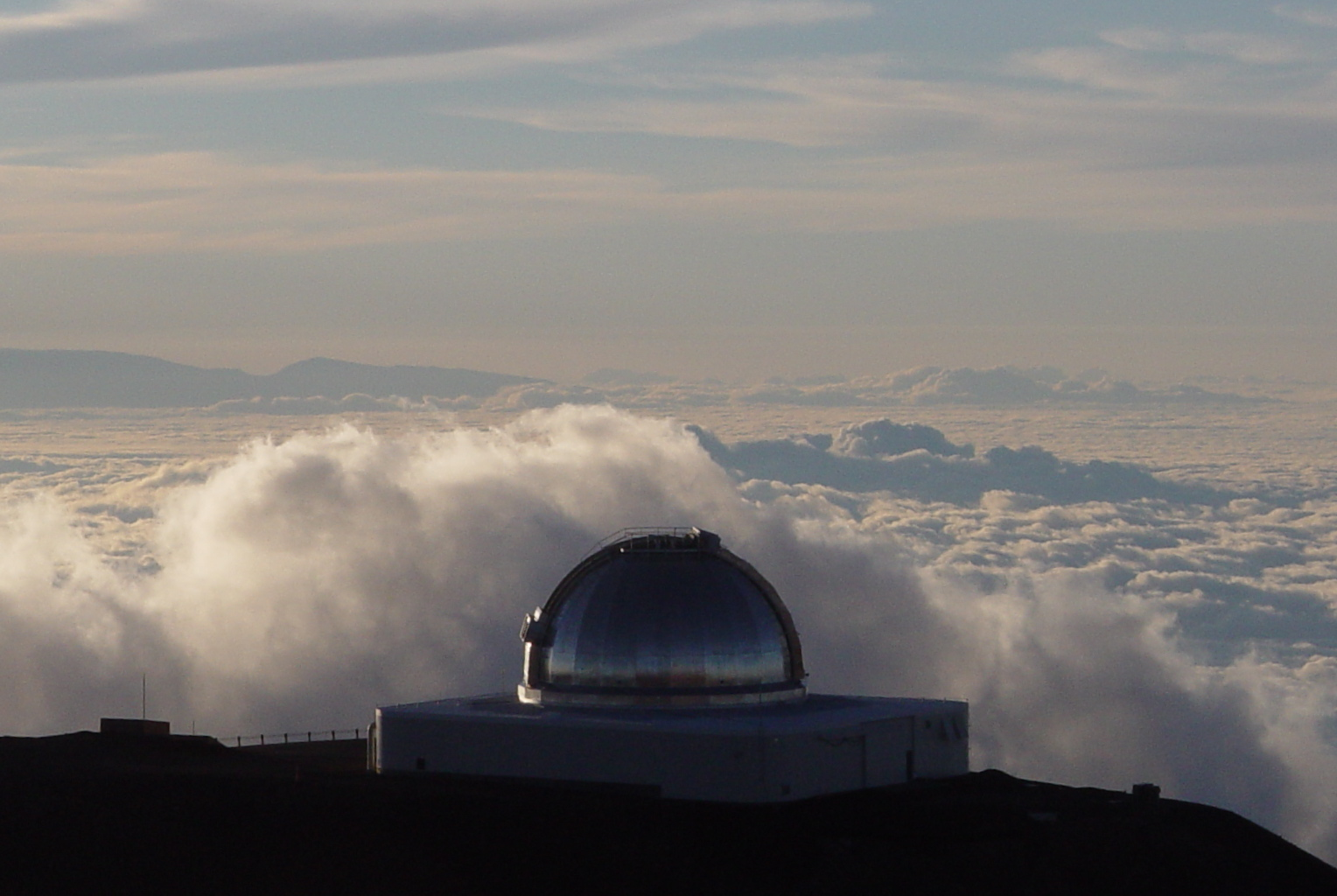
Vista do NASA Infrared Telescope Facility

O NASA Infrared Telescope Facility (NASA IRTF) é um telescópio da NASA otimizado para uso na astronomia infravermelha, localizado no Observatório em Mauna Kea no Havaí, Estados Unidos. Foi construído para suportar o programa Voyager, e é atualmente a facilidade americana utilizado na astronomia infravermelha, fornecendo suporte contínuo na pesquisa do Sistema Solar e do espaço. Ao menos metade do tempo de observação é dedicado à ciência planetária, incomum para telescópios deste tamanho.